# Elecciones al Congreso de los Diputados de abril de 2019 (Jaén)
Las elecciones al Congreso de los Diputados de 2019 se celebraron en la provincia de Jaén el domingo 28 de abril, como parte de las elecciones generales convocadas por Real Decreto dispuesto el 4 de marzo de 2019 y publicado en el Boletín Oficial del Estado el día siguiente. Se eligieron los 5 diputados del Congreso correspondientes a la circunscripción electoral de Jaén, mediante un sistema proporcional (método d'Hondt) con listas cerradas y un umbral electoral del 10%.

## Resultados
Los comicios depararon 3 escaños al Partido Socialista Obrero Español y 1 al Partido Popular, y a Ciudadanos
| Candidatura                                                | Candidatura                                                | Votos   | %                                       | Escaños                                 |
| ---------------------------------------------------------- | ---------------------------------------------------------- | ------- | --------------------------------------- | --------------------------------------- |
|                                                            | Partido Socialista Obrero Español (PSOE)                   | 152 508 | 39,501                                  | 3                                       |
|                                                            | Partido Popular (PP)                                       | 75 668  | 19,60                                   | 1                                       |
|                                                            | Ciudadanos-Partido de la Ciudadanía (Cs)                   | 61 340  | 15,89                                   | 1                                       |
| Vox (VOX)                                                  | Vox (VOX)                                                  | 46 856  | 12,14                                   | 0                                       |
| Unidas Podemos (Podemos-IU-Equo)                           | Unidas Podemos (Podemos-IU-Equo)                           | 40 682  | 10,54                                   | 0                                       |
| Partido Animalista Contra el Maltrato Animal (PACMA)       | Partido Animalista Contra el Maltrato Animal (PACMA)       | 3360    | 0,87                                    | 0                                       |
| Ciudadanos Independientes de Linares Unidos (CILU-Linares) | Ciudadanos Independientes de Linares Unidos (CILU-Linares) | 1079    | 0,28                                    | 0                                       |
| Andalucía por el Sí (AxSI)                                 | Andalucía por el Sí (AxSI)                                 | 648     | 0,17                                    | 0                                       |
| Partido Comunista del Pueblo Andaluz (PCPA)                | Partido Comunista del Pueblo Andaluz (PCPA)                | 434     | 0,11                                    | 0                                       |
| Recortes Cero-Grupo Verde (R0-GV)                          | Recortes Cero-Grupo Verde (R0-GV)                          | 390     | 0,10                                    | 0                                       |
| Partido un Mundo Más Justo (PUM+J)                         | Partido un Mundo Más Justo (PUM+J)                         | 322     | 0,08                                    | 0                                       |
| Partido Republicano Independiente Solidario Andaluz (RISA) | Partido Republicano Independiente Solidario Andaluz (RISA) | 188     | 0,05                                    | 0                                       |
| Votos válidos                                              | Votos válidos                                              | 383 478 | 100,00                                  | 5                                       |
| Votos nulos                                                | Votos nulos                                                | 5168    | Participación: · \| \| 76,07 % \| 4,88% | Participación: · \| \| 76,07 % \| 4,88% |
| Votantes                                                   | Votantes                                                   | 391 256 | Participación: · \| \| 76,07 % \| 4,88% | Participación: · \| \| 76,07 % \| 4,88% |
| Electores                                                  | Electores                                                  | 514 317 | Participación: · \| \| 76,07 % \| 4,88% | Participación: · \| \| 76,07 % \| 4,88% |
|                                                            | 76,07 %                                                    |         |                                         |                                         |

## Diputados electos
Relación de diputados electos:
| N.º | Nombre                          | Lista | Lista |
| --- | ------------------------------- | ----- | ----- |
| 1   | Felipe Jesús Sicilia Alférez    |       | PSOE  |
| 2   | Laura Berja Vega                |       | PSOE  |
| 3   | María Luisa del Moral Leal      |       | PP    |
| 4   | María Ángeles Adán de la Paz    |       | Cs    |
| 5   | Juan Francisco Serrano Martínez |       | PSOE  |